# Le Jugement de Pâris (Cranach, New York)
Le Jugement de Pâris est une peinture réalisée en 1528 par l'artiste allemand de la Renaissance Lucas Cranach l'Ancien. Il a pour thème le mythe de Pâris, prince de Troie, choisissant la plus belle déesse parmi Minerve, Junon et Vénus. Cranach a probablement basé sa représentation sur la poésie ou les romans médiévaux. Le tableau est maintenant conservé au Metropolitan Museum of Art de New York.